# Matt Schnobrich
Matthew Roman Schnobrich (født 12. november 1978 i Minneapolis, Minnesota, USA) er en amerikansk roer.
Schnobrich deltog ved OL 2008 i Beijing, hvor han var en del af USA's båd, der vandt en bronzemedalje i otter. Beau Hoopman, Micah Boyd, Wyatt Allen, Daniel Walsh, Steven Coppola, Josh Inman, Brian Volpenhein og styrmand Marcus McElhenney udgjorde resten af amerikanernes besætning. Amerikanerne sikrede sig bronzemedaljen efter en tæt finale, hvor de blev besejret med 1,45 sekunder af guldvinderne fra Canada, og med 0,22 sekunder af sølvvinderne fra Storbritannien.

## OL-medaljer
- 2008:  Bronze i otter